# Mount Cobb
Mount Cobb is een plaats (census-designated place) in de Amerikaanse staat Pennsylvania, en valt bestuurlijk gezien onder Lackawanna County.

## Demografie
Bij de volkstelling in 2000 werd het aantal inwoners vastgesteld op 2140.

## Geografie
Volgens het United States Census Bureau beslaat de plaats een oppervlakte van 43,6 km², waarvan 43,1 km² land en 0,5 km² water.

## Plaatsen in de nabije omgeving
De onderstaande figuur toont nabijgelegen plaatsen in een straal van 12 km rond Mount Cobb.